# David Goresh
David Goresh (in ebraico דודו גורש‎?; Acri, 1º febbraio 1980) è un ex calciatore israeliano, di ruolo portiere.

## Palmarès

### Club

#### Competizioni nazionali
- Campionato israeliano: 3

Hapoel Be'er Sheva: 2015-2016, 2016-2017, 2017-2018
- Supercoppa d'Israele: 2

Hapoel Be'er Sheva: 2016, 2017
- Coppa di Lega israeliana: 1

Hapoel Be'er Sheva: 2016-2017